# 디지텍시스템
디지텍시스템(또는 디지텍시스템즈)은 터치스크린 제조를 주 사업으로 영위해온 기업이다. 줄여서 디지텍으로 부르는 경우도 많다. 코스닥 상장 기업 (상장번호: 한국: 091690)이며, 2012년에는 2분기 매출액이 610억7100만원을 달성할 정도로 높은 실적을 거두던 회사였으나, 임직원들의 다양한 사기행각이 발각되어 현재는 상장폐지되었음

## 금융 및 주식 사기
이 회사는 오래 전부터 임직원 부정 부패 및 사기 행각으로 몸살을 앓아왔다. 분식회계ㆍ허위공시를 비롯, 국내 5개 은행을 상대로 한 천억원대의 대출사기, 외상매출채권 위조ㆍ배임ㆍ횡령, 주식사기 등 여러 가지 사건이 있었다.
디지텍시스템은 그래핀 소재 터치스크린을 개발한다며 그래핀 관련 연구의 권위자 홍병희 교수가 설립한 벤처기업 그래핀스퀘어에 접근하여 전략적제휴를 위한 양해각서(MOU)를 체결했으나 주식 사기사건이 터지며 흐지부지되었다.
이 회사는 2013년까지만 해도 코스닥시장본부에 의해 우량기업으로 인정받았는데 이에 대해서도 논란이 많다. 현재 다양한 사기 사건으로 검찰에 기소된 상태라 기업의 존속 여부도 불투명하다.

## 참조문헌
1. 1 2  [단독]'씨티銀 사기' 디지텍, 1000억 대출 더 있다, 5개 은행 대출 추가확인… 금감원 일제점검 지시, 머니투데이 2014/02/24 05:30
2. 1 2  “디지텍 이번엔 경영권 찬탈 논란 2014-02-27”. 2018년 3월 24일에 원본 문서에서 보존된 문서. 2014년 9월 20일에 확인함.
3. 1 2  지와이테크, 디지텍시스템스 주식사고 예견된 일? 최대주주 경영권·지분 행방불명..2대주주 실속 챙겨, 더벨 2013-11-21
4. ↑  디지텍시스템, 반기 의견거절 평가, 머니투데이 2014.08.28 16:15
5. ↑  디지텍시스템스, 그래핀스퀘어와 전략적제휴 MOU, 그래핀 제조 원천기술 보유업체… 그래핀 소재 터치스크린 개발 목적, 더벨 2012-06-22